# Shajahanpur
Shajahanpur är ett underdistrikt i Bangladesh. Det ligger i den centrala delen av landet, 160 km nordväst om huvudstaden Dhaka.
Trakten runt Shajahanpur består till största delen av jordbruksmark. Runt Shajahanpur är det mycket tätbefolkat, med 1 956 invånare per kvadratkilometer.